# Yang Jian (plongeon)
Pour les articles homonymes, voir Yang.
Yang Jian (en chinois : 杨健) est un plongeur chinois né le 10 juin 1994 dans le Sichuan. Il a remporté la médaille d'argent de l'épreuve de haut-vol à dix mètres aux Jeux olympiques d'été de 2020 à Tokyo.